# Lachninae
Sous-famille

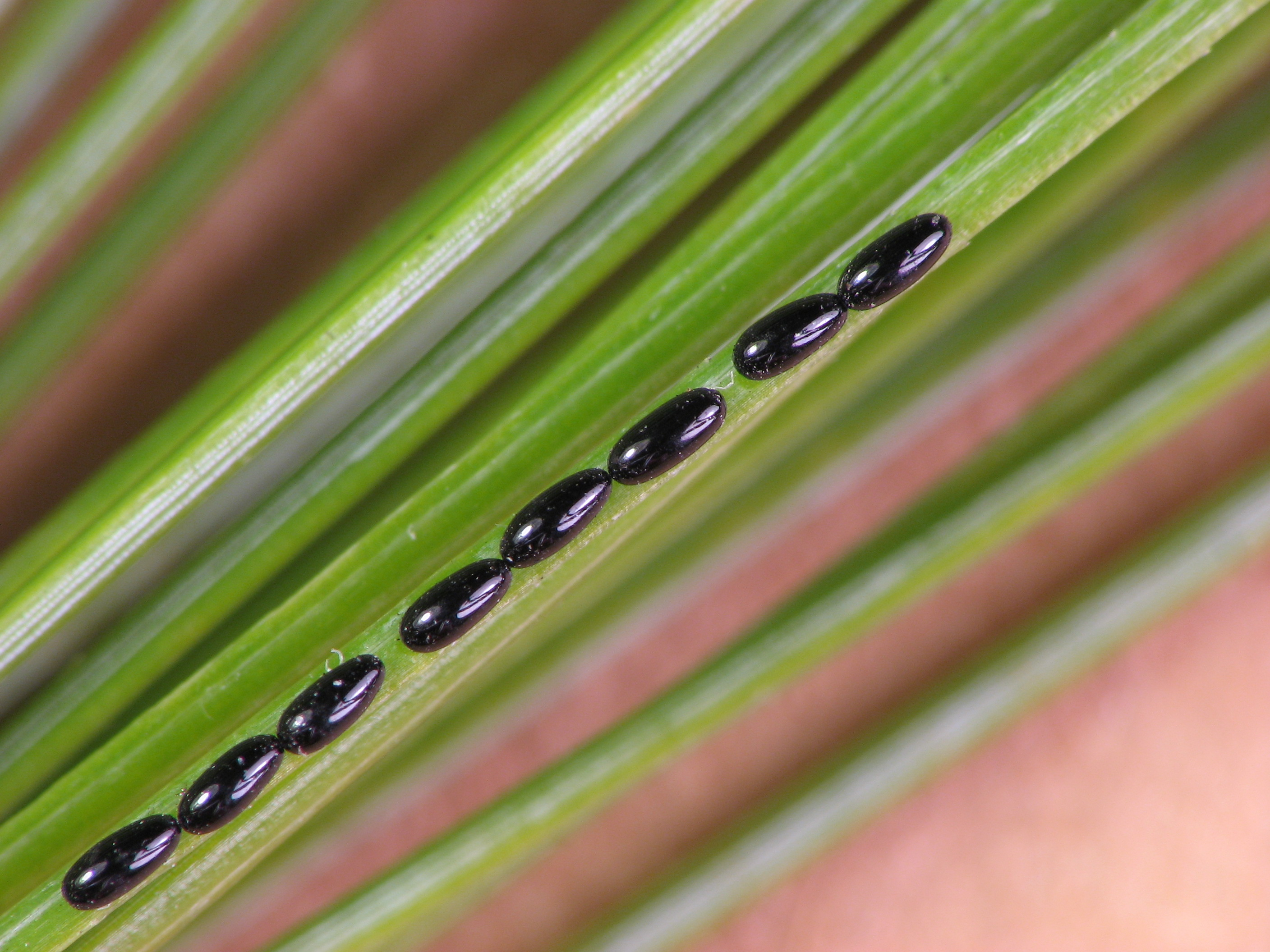
Œufs de Cinara strobi sur des aiguilles de pin

Lachninae est une sous-famille de la famille des Aphididae, contenant les genres suivants : 
- Cinara Curtis, 1835
- Essigella Del Guercio, 1909
- Eulachnus Del Guercio, 1909
- Pseudessigella Hille Ris Lambers, 1966
- Schizolachnus Mordvilko, 1909
- Lachnus Burmeister, 1835
- Longistigma Wilson, 1909
- Maculolachnus
- Neonippolachnus
- Nippolachnus Matsumura, 1917
- Pterochloroides Mordvilko, 1914
- Pyrolachnus Basu & Hille Ris Lambers, 1968
- Sinolachnus Hille Ris Lambers, 1956
- Stomaphis Walker, 1870
- Tuberolachnus Mordvilko, 1909
- Eotrama Hille Ris Lambers, 1969
- Protrama Baker, 1920
- Trama von Heyden, 1837